# Калининский округ
Калининский округ — единица административного деления Белорусской ССР, существовавшая с июля 1924 по июнь 1927 года. Административный центр — город Климовичи.
Включал 10 районов: Белынковичский, Климовичский, Костюковичский, Краснопольский, Кричевский, Милославичский, Мстиславский, Рясненский, Хотимский, Чериковский.
В июне 1927 упразднён. Территория распределена между Могилёвским и Оршанским округами (Мстиславский и Рясненский районы отошли к Оршанскому округу, все остальные — к Могилёвскому).
По данным переписи 1926 года численность населения составляла 374,9 тыс. чел. В том числе белорусы — 92,4 %; евреи — 5,1 %; русские — 1,7 %.